# 羅莎莉娜·里瑟
羅莎莉娜·里瑟（1972年9月19日—），印尼已退役女子羽球運動員。

## 簡歷
1992年，羅莎莉娜·里瑟與Lilik Sudarwati一起獲得汶萊羽球公開賽女子雙打冠軍。
1996年，羅莎莉娜·里瑟與林培雷一起參加1996年夏季奧林匹克運動會羽毛球比賽，在混合雙打項目獲得第五名。1997年，她與邦邦·蘇普里昂托一起贏得越南羽球公開賽混合雙打冠軍。

## 外部連結
- 羅莎莉娜·里瑟在世界羽球聯盟的登錄資料